# A Quick Fix of Melancholy
A Quick Fix of Melancholy er den fjerde ep fra det norske avantgarde-band Ulver.
Sangen "Eitttlane" er et remix af "Nattleite" (fra Kveldssanger); navnene er anagrammer af hinanden. Teksten til sangen "Vowels" er taget fra et lipogram-digt af samme navn af Christian Bök, en eksperimenterende canadisk digter.

## Spor
1. "Little Blue Bird" – 6:35
2. "Doom Sticks" – 4:40
3. "Vowels" – 6:18
4. "Eitttlane" – 5:22

| Musik | Spire Denne musikartikel er en spire som bør udbygges. Du er velkommen til at hjælpe Wikipedia ved at udvide den. |